# 키에게과구
키에게과구(Kyegegwa)는 우간다의 구로 행정 중심지는 키에게과이며 면적은 1,747km2, 인구는 159,800명(2012년 기준)이다. 행정 구역상으로는 서부 주에 속한다. 북쪽으로는 키발레 구, 동쪽으로는 무벤데 구, 남쪽으로는 키루후라 구, 남서쪽으로는 캄웽게 구, 북서쪽으로는 키엔조조 구와 접한다.